# Włodzienin
Włodzienin (1945–1946 Władzienin, cz. Vladěnín, niem. Bladen) – wieś w Polsce położona w województwie opolskim, w powiecie głubczyckim, w gminie Branice, na Płaskowyżu Głubczyckim u podnóża południowo-wschodniej części Gór Opawskich.
Leży na terenie Nadleśnictwa Prudnik (obręb Prudnik).

## Nazwa
Nazwa miejscowości wywodzi się od słowiańskiego imienia męskiego Władysław, złożonego z dwóch słów „vlad-” (władać) i „-slav” (sława) i oznacza „ten, który włada sławą”, tj. sławny, znamienity. Heinrich Adamy w swoim wykazie nazw miejscowych na Śląsku wydanym w 1888 roku we Wrocławiu wymienia jako najstarszą zanotowaną nazwę miejscowości Wladzenin, podając jej znaczenie „Dorf des Wladislaw” (pol. wieś Władysława).
W alfabetycznym spisie miejscowości na terenie Śląska wydanym w 1830 roku we Wrocławiu przez Johanna Knie miejscowość występuje pod polską nazwą Wladzenin oraz nazwą niemiecką Bladen. Obecną nazwę wsi zatwierdzono administracyjnie 12 listopada 1946.

## Historia
Historycznie miejscowość leży na tzw. polskich Morawach, czyli na obszarze dawnej diecezji ołomunieckiej. W 1470 po raz pierwszy wzmiankowaną miejscową parafię Trójcy Świętej. Po wojnach śląskich znalazła się w granicach Prus i powiatu głubczyckiego. Pomimo nazwy słowiańskiego pochodzenia była już wówczas miejscowością niemieckojęzyczną.
Do głosowania podczas plebiscytu na Górnym Śląsku uprawnionych było w Włodzieninie 1306 osób, z czego 891, ok. 68,2%, stanowili mieszkańcy (w tym 882, ok. 67,5% całości, mieszkańcy urodzeni w miejscowości). Oddano 1290 głosów (ok. 98,8% uprawnionych), w tym 1290 (100%) ważnych; za Niemcami głosowało 1285 osób (ok. 99,6%), a za Polską 5 osób (ok. 0,4%).
W latach 1945–1954 siedziba gminy Włodzienin. W latach 1975–1998 miejscowość administracyjnie należała do ówczesnego województwa opolskiego.

## Zabytki

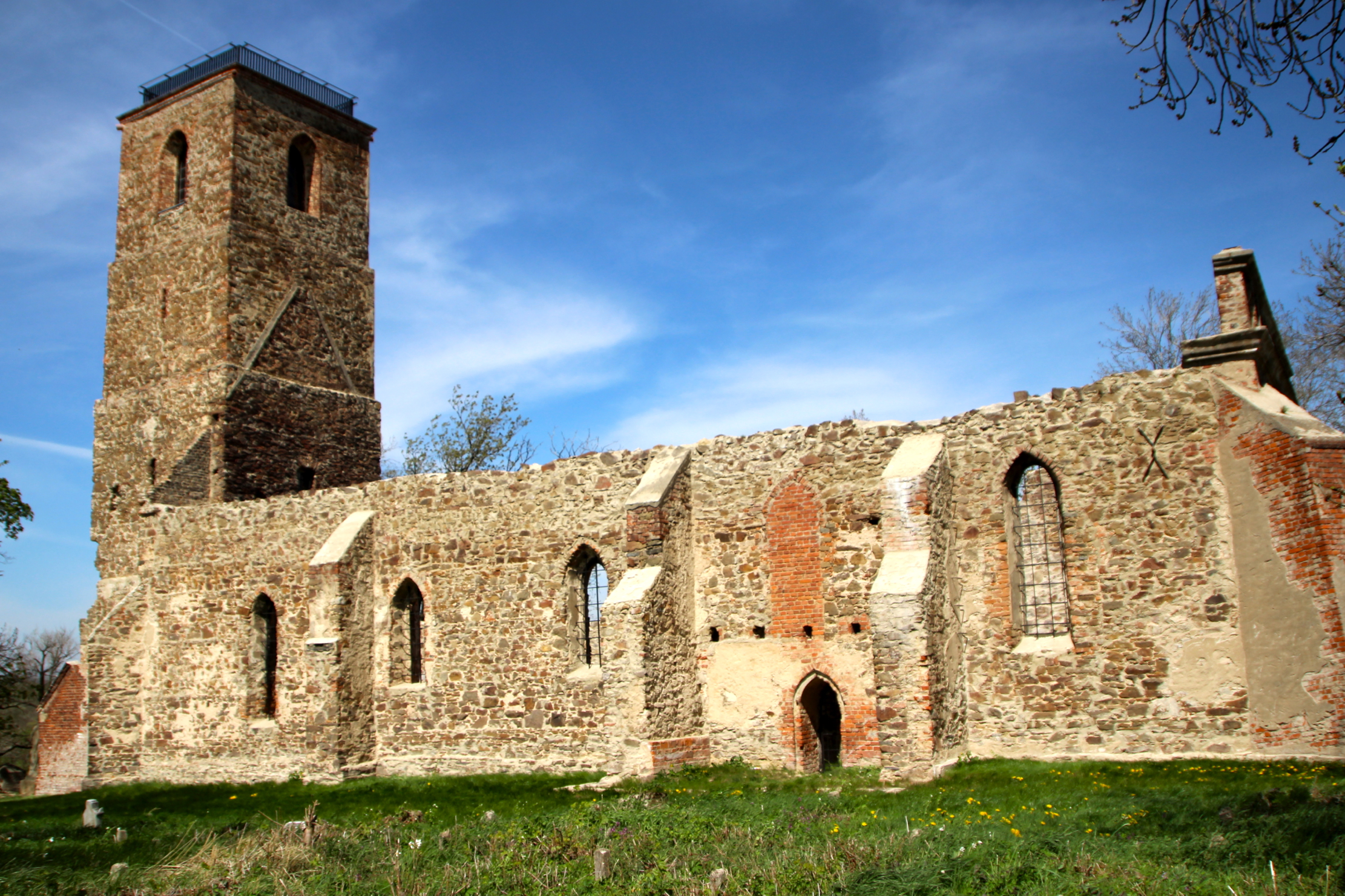
Ruina kościoła cmentarnego

Obecny kościół Trójcy Świętej zbudowano w 1530 roku, budynek został poszerzony w roku 1903. W 1945 r. doszczętnie zniszczony. Odbudowany staraniem ks. N. Felsmanna i poświęcony 12 czerwca 1955 roku.
Na obszarze parafii znajdują się ruiny kościoła zamkowego św. Mikołaja. Zbudowany w XIV wieku posiada grobowce rodu Bytomskich, Szelihów i Sedlinickich z XV i XVI wieku, z płaskorzeźbami zmarłych i z napisami w języku starosłowiańskim. W 1945 r. kompletnie zniszczony i nie odbudowany. Dawniej cel licznych pielgrzymek.
Do wojewódzkiego rejestru zabytków wpisane są:
- ruina kościoła zamkowego pod wezwaniem św. Mikołaja, z XV–XVI, XIX w.
- dom nr 153, z poł. XIX w.